# Nikolaus Ager
Nikolaus Ager (1568–1634) foi um botânico da França.